# Йона Лакс
Йона Лакс (івр. יונה לקס; уроджена Йона Фукс (пол. Jona Fuchs); нар. 1930) — єврейка, яка пережила Голокост; жертва експериментів Йозефа Менґеле у концтаборі Аушвіц. Після Другої Світової війни заснувала і очолила Організацію близнюків Менґеле (івр. ארגון תאומי מנגלה). У січні 2015 року виступила перед Генеральною Асамблеєю Організації Об'єднаних Націй на її Міжнародному дні пам'яті жертв Голокосту. Знялася в кількох документальних фільмах.

## Біографія
Йоні було дев'ять років, коли нацистська Німеччина напала на Польщу у вересні 1939 року. Йона та її родина, жителі Лодзі, були ув'язнені в Лодзінському гетто, звідки її батьків вивезли до табору смерті Хелмно у 1942 році. У серпні 1944 року її разом із двома сестрами, включаючи Міріам, її сестру-близнючку, було депортовано до концтабору Аушвіц. Менґеле, не зрозумівши, що вона близнюк, відправив 14-річну Йону до газових камер. Однак, коли їхня старша сестра повідомила Менґеле про це, Йону і Міріам відправили в «лабораторію» Менґеле для дослідження близнюків. Йоні зробили татуювання з номером A27700, а Міріам отримала номер A27725.
Йона Лакс згадувала, що Менґеле вирізав органи з людей без анестезії, і якщо один із близнюків помирав, іншого теж вбивали.
Після евакуації з табору 27 січня 1945 року Йону і Міріам відправили на марш смерті до концтабору Равенсбрюк; пізніше їх ув'язнили в сусідньому місті Мальхов. Дівчат звільнили під Лейпцигом 8 травня 1945 року. Йона і Міріам повернулися до Лодзі, але після погрому в Кельцях 1946 року їх вивезли до Лондону для опіки у єврейських сім'ях. 1948 року Йона іммігрувала до Палестини. Згодом вона разом із чоловіком оселилися в Тель-Авіві.
Лакс заснувала і очолює Організацію близнюків Менґеле. Вона виступила перед Генеральною Асамблеєю Організації Об'єднаних Націй у Міжнародний день вшанування пам'яті жертв Голокосту, 28 січня 2015 року, і взяла участь у документальному фільмі Радіо ООН про своє життя. Вона також знялася у фільмі «Пробачаючи доктора Менґеле» 2006 року для контрасту з головною героїнею Євою Мозес Кор, іншою близнючкою Менґеле, яка публічно пробачила нацистів, які вчинили Голокост. На відміну від Кор, Лакс стверджувала, що «такі звірства не можна пробачити» (івр. על זוועות כאלה אי-אפשר לסלוח).

## Виноски
1. 1 2 3  Strzelecki, Andrzej (2006). The Deportation of Jews from the Łódź Ghetto to KL Auschwitz and Their Extermination: A Description of the Events and the Presentation of Historical Sources. Auschwitz-Birkenau State Museum. с. 58. ISBN 8360210187.
2. 1 2 3 4 5 6  Remarks by Mrs. Jona Laks, a Holocaust survivor (PDF). United Nations. 28 січня 2015. Архів оригіналу (PDF) за 22 серпня 2016. Процитовано 12 вересня 2016.
3. 1 2  UN Assembly Hears Holocaust Survivor's Plea to Never Forget 'All Human Life Is Sacred'. State News Service. 28 січня 2015. Архів оригіналу за 8 жовтня 2016. Процитовано 12 вересня 2016.
4. 1 2 3  They survived the Holocaust but lost their childhood (PDF). Claims Conference Symposium. March 2015. с. 2. Архів оригіналу (PDF) за 11 травня 2017. Процитовано 12 вересня 2016.
5. 1 2  The twins of Auschwitz - BBC News. BBC News (брит.). Архів оригіналу за 12 червня 2022. Процитовано 7 січня 2016.
6. ↑  Weigmann, Katrin (15 жовтня 2001). In the name of science. EMBO Reports. 2 (10): 871—875. doi:10.1093/embo-reports/kve217. ISSN 1469-221X. PMC 1084095. PMID 11600445.
7. ↑  Holocaust survivor recalls her ordeal. United Nations Radio. 28 січня 2015. Архів оригіналу за 10 травня 2017. Процитовано 11 вересня 2016.
8. ↑  Bowman, James (23 травня 2006). Forgiving Dr. Mengele. The American Spectator. Процитовано 12 вересня 2016.
9. ↑  Gronvall, Andrea (23 лютого 2006). Forgiving, Not Forgiving. Chicago Reader. Архів оригіналу за 24 вересня 2016. Процитовано 12 вересня 2016.
10. ↑  ענת מידן (14.01.2016). המוסף לשבת (івр.) . ידיעות אחרונות.
11. ↑  Wilmington, Michael (24 лютого 2006). 'Mengele' a tale of 1 woman's journey to forgiveness. Chicago Tribune. Архів оригіналу за 10 травня 2017. Процитовано 12 вересня 2016.
12. ↑  James, Gary (13 вересня 2007). Holocaust Talk Focuses on Forgiveness, Healing. Wabash College. Архів оригіналу за 11 травня 2017. Процитовано 12 вересня 2016.